# FNN選挙WARS〜改革の最終審判〜
『FNN選挙WARS〜改革の最終審判〜』（エフエヌエヌ せんきょウォーズ かいかくのさいしゅうしんぱん）は、フジテレビ（FNN系列）で2005年9月11日に放送された選挙特別番組。タイトルは『スター・ウォーズ』をもじっており、スター・ウォーズのサウンドトラックをBGMに多用していた。
NNNの選挙特番『ゲキセン!』を放送するクロスネット局のテレビ大分とテレビ宮崎を除き、全国26局ネットで放送。
前回の『FNN踊る大選挙戦』に引き続き「選挙は現場で起きている!」をキャッチフレーズに、FNNの各ニュース番組取材陣が現場に赴く。

## 概要
2005年9月11日の第44回衆議院議員総選挙の午後7時58分(実質19:59.00)に番組開始。スタジオセットは、未来の国会をイメージ。
前回の選挙トリビアに代わり『電車男』の選挙版「選挙男」が登場。また、注目選挙区はフジテレビで放送していた、K-1 WORLD GPの試合前VTR仕様の紹介VTRが制作された。

## 放送時間
2005年9月11日
- episode1　19:58(実質19:59.00) - 21:15
- episode2　22:20 - 23:15
- episode3　翌0:45 - 2:35

## キャスター陣
スタジオキャスター
- 安藤優子
- 石原良純
- 西山喜久恵（フジテレビアナウンサー）

コメンテーター
- 三宅久之
- 櫻井よしこ

フィールドキャスター
- 木村太郎
- 須田哲夫
- 黒岩祐治
- 武田祐子（当時フジテレビアナウンサー）
- 伊藤利尋（フジテレビアナウンサー）
- 島田彩夏（フジテレビアナウンサー）
- 滝川クリステル
- 中野美奈子
- 中村仁美（当時フジテレビアナウンサー）

開票キャスター
- 笠井信輔（当時フジテレビアナウンサー）
- 佐々木恭子（フジテレビアナウンサー）

他

## スタッフ
- プロデューサー：立石修
- 総合演出：佐竹正任